# 上海航宇科普中心
上海航宇科普中心位于上海市闵行区沪闵路7900号，是一家航空航天为主题的博物馆，以展出众多飞机实物为特色。

## 场馆介绍
上海航宇科普中心中心于1989年6月1日正式开放，拥有一幢三层楼的展馆即上海航空科普馆，建筑面积2000平米，另有一万平米的外场展区，展出有十余架飞行器。
室内分为三个展区，分别为走近中国大飞机、追溯百年航空史、探索飞行的奥秘，向观众介绍了航空的发展历史、人造卫星、武器、救生装置等，配备有介绍航空原理的实验装置。展馆建有3D环幕影视厅、模型制作室，还有两个可供游客体验的飞行模拟器。
在上海航宇科普中心的室外停机坪上，停放有众多中国早期的军用飞机，其中以歼-6丙超音速战斗机和东风102战斗机最为重要。另外还有歼-5喷气式战斗机、强-5超音速攻击机、直-5直升机、初教-6教练机。其他国家制造的飞机则有乌克兰的米格-15喷气教练机、美国喷气式客机DC-8、苏联活塞式客机伊尔-14、 加拿大海狸式通用飞机等，另外还有长征2号F和神舟5号的大型模型。

## 参观信息
- 开放时间：8:30－15:30。
- 公共交通：地铁一号线、公交712、703、704、747路、沪莘线、徐闵线。